# Cymbopogon exsertus
Cymbopogon exsertus är en gräsart som först beskrevs av Eduard Hackel, och fick sitt nu gällande namn av Aimée Antoinette Camus. Cymbopogon exsertus ingår i släktet Cymbopogon, och familjen gräs. Inga underarter finns listade i Catalogue of Life.